# Carlos Col
Carlos Col é um ex-piloto brasileiro de automobilismo, que competia na Stock Car. Depois tornou-se dirigente da Vicar. 
Carlos Col foi o criador da Vicar, empresa promotora de provas no automobilismo brasileiro, foi seu diretor-presidente até 2009, e hoje faz parte do conselho. A empresa surgiu para atender as necessidade da equipe de competição de Col e acabou tornando-se uma empresa promotora ao assinar um contrato de patrocínio com a General Motors. A Vicar também responde pela Copa Chevrolet Montana e pela Mini Challenge Brasil.
Col foi responsável por diversas mudanças na própria Stock Car: a categoria teve mudanças de chassi, a introdução de outras marcas e a redução da quantidade de pilotos disputando uma prova.